# گونتر بنیش
گونتر بنیش (آلمانی: Günter Behnisch؛ ۱۲ ژوئن ۱۹۲۲ – ۱۲ ژوئیهٔ ۲۰۱۰) یک معمار اهل آلمان بود. او طی جنگ جهانی دوم به یکی از جوانترین فرماندهان زیرآبی آلمان تبدیل شد. 
وی فارغ التحصیل دانشگاه اشتوتگارت و استاد دانشگاه فنی دارمشتات بود.
از کارهای او میتوان به طراحی دهکده و ورزشگاه المپیک مونیخ برای بازی های بازی های المپیک تابستانی ۱۹۷۲ مونیخ اشاره کرد.